# Chanel 2.55

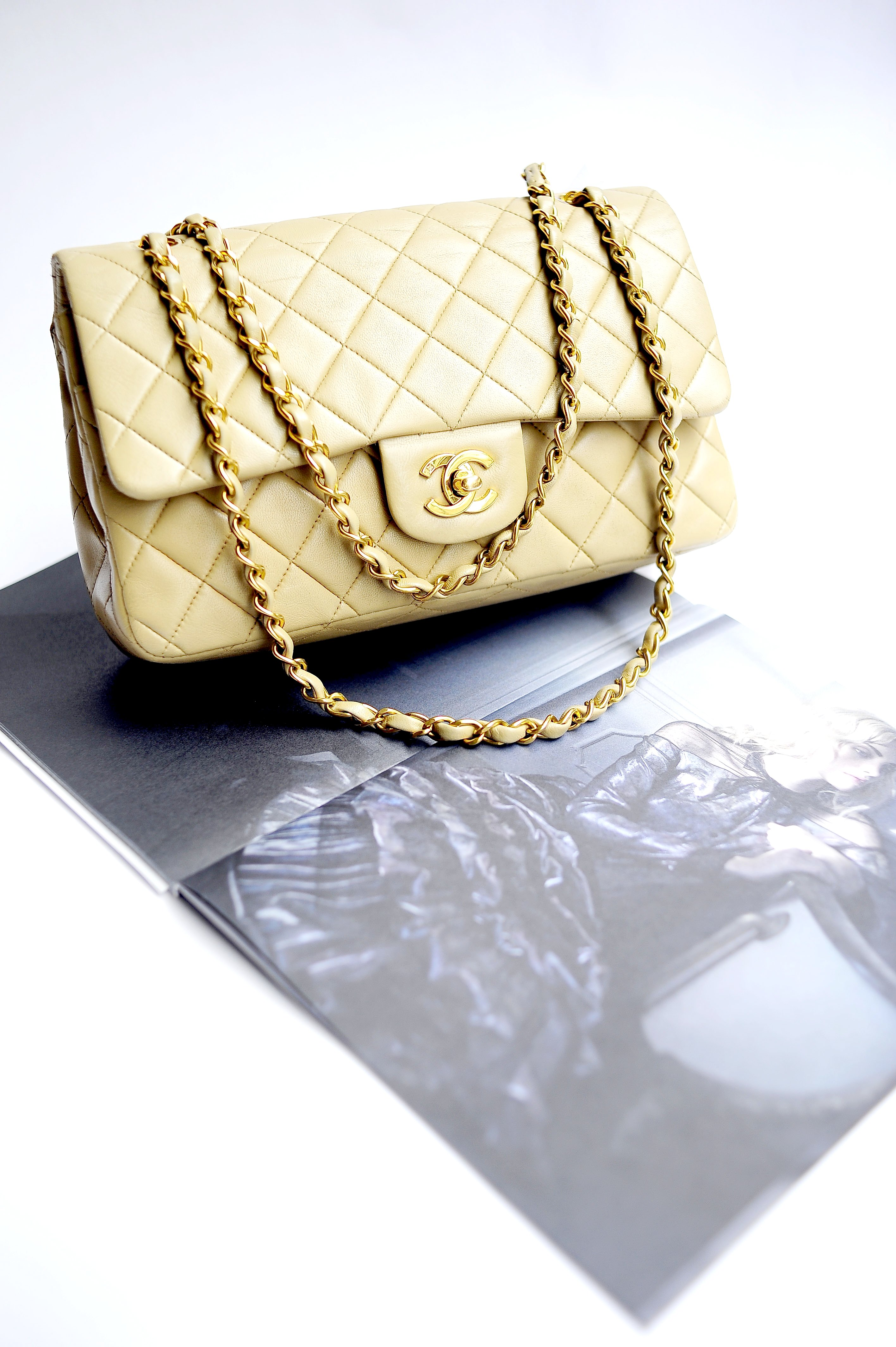
Chanel 2.55

Chanel 2.55 — легендарна класична сумка, створена будинком моди Chanel.

## Історія створення
«Я втомилась носити ридикюли в руках, до того ж я їх постійно гублю», — заявила в 1954 році Коко Шанель. У лютому 1955 мадемуазель Шанель представила маленьку сумочку, що мала форму прямокутника на довгому ланцюжку. Жінки вперше змогли зручно носити сумку: просто повісити її на плече та забути про неї.
Сумочку назвали 2.55 — у відповідності з датою її створення (лютий, 1955). Спочатку модель була представлена лише в чорному кольорі, оскільки це був улюбленим кольором Коко Шанель. Але не пройшло і року, як з'явились різнокольорові версії 2.55 із джерсі, шовку та шкіри крокодила.

## Особливості
Сумка має деякі особливості:
- Червона підкладка повторює колір одягу монашок з монастиря, де виросла Шанель.
- У внутрішньому відділенні на блискавці Коко Шанель, за чутками, зберігала любовні листи.
- Ззовні, на задній стороні сумки, знаходиться кишеня для грошей.
- Ланцюжок, на якому висить сумочка, також був вжитий з монашого костюму, (вони носили ключі на ланцюжках).
- Спочатку сумка закривалась на прямокутний замок, відомий, як «замок мадемуазель». З 1980-х з'явилась нова версія сумки, що закривалась замком у вигляді логотипу Chanel — дві літери «С», що перетинаються. Такий замок називається «Classic Flaps».
- Сумка стьобана. Цей ефект досягається за допомогою прошивання ниткою. У цієї особливості є кілька варіантів походження: куртки жокеїв, вітражі абатства Aubazine, а також диванні подушки в апартаментах Коко Шанель на rue Cambon 31.

## Різновиди
З часу появи у 2.55 було безліч варіантів дизайну, в тому числі різні кольори і види шкіри / тканини, із замками «Мадемуазель» і «Classic Flaps», іншими незначними змінами.
У лютому 2005 року Будинок Chanel випустив модель «Reissue 2.55» на честь 50-річчя 2.55.